# Маяцьке озеро (Крим)
Маяцьке озеро (рос. Маякское озеро, крим. Mayak gölü, Маяк голю) — пересихаюче солоне озеро в Чорноморському районі. Площа водного дзеркала — 0.1 км². Тип загальної мінералізації — солоне. Походження — лиманне. Група гідрологічного режиму — безстічне.

## Характеристики
Довжина — 0,4 км. Ширина: середня — 0,2 км, найбільша — 0,3 м. Глибина: середня — 0,3 м, найбільша — 0,6 м. Входить до Тарханкутської групи озер. Мета використання — комплексне. Максимальна глибина — 0,75 м. Найближчий населений пункт — смт Чорноморське.
Середньорічна кількість опадів — менше 350 мм. Живлення: поверхневі і підземні води Причорноморського артезіанського басейну.